# فسيفولوجسك
فسيفولوجسك (الروسية: Всеволожск) هي إحدى مدن روسيا في الكيان الفدرالي الروسي لينينغراد أوبلاست.